# Bady Minck

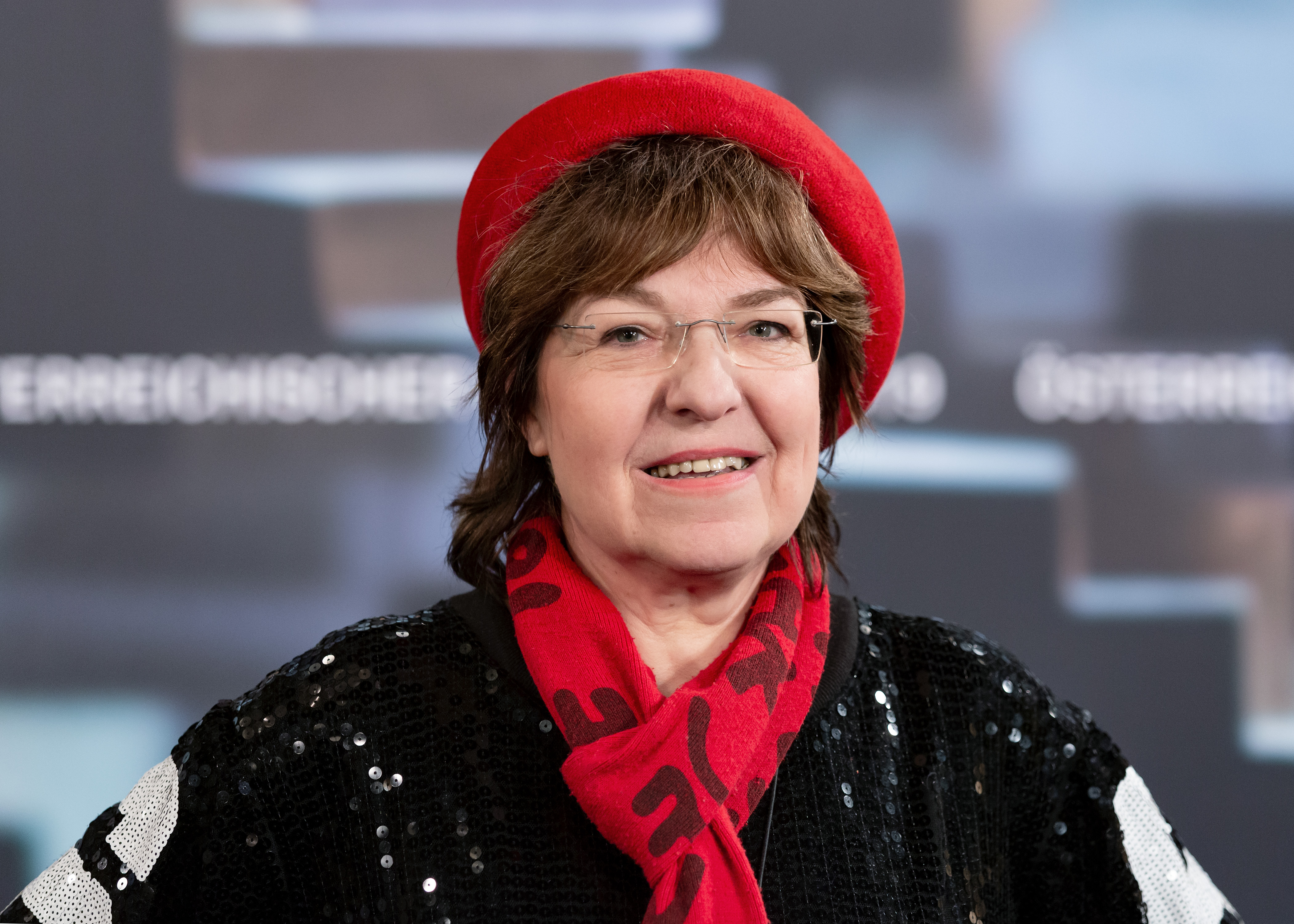
Bady Minck, 2019

Bady Minck (* 21. Dezember 1956  in Ettelbrück, Luxemburg) ist eine luxemburgische Regisseurin, Künstlerin und Produzentin.

## Werdegang
Minck studierte Bildhauerei an der Akademie der bildenden Künste Wien und experimentellen Film an der Hochschule für angewandte Kunst Wien. 
Ab etwa 1981 verwendet die geborene Madeleine Binck den Künstlernamen Bady Minck.
2009 war sie Jury-Mitglied der Orizzonti bei den 66. Internationalen Filmfestspielen von Venedig.
Sie lebt in Wien und Luxemburg.

## Filmografie
- 1988: Der Mensch mit den modernen Nerven, 8 min, Drehbuch/Regie zus. mit Stefan Stratil, Premiere: Festival de Cannes 1989
- 1995: Attwengers Luft, 3 min, Drehbuch/Regie, Premiere: IFF Locarno 1996
- 1996: Mécanomagie, 16 min, Drehbuch/Regie, Premiere: IFF Rotterdam 1997
- 2003: Im Anfang war der Blick, 45 min, Drehbuch/Regie, Premiere: Festival de Cannes 2003
- 2005: La Belle est la Bête, 3 min, Drehbuch/Regie, Premiere: IFF Rotterdam 2005
- 2006: Roll over Mozart, 1 min, Konzept/Regie, Premiere: IFF Rotterdam 2006
- 2007: Das Sein und das Nichts, 10 min, Drehbuch/Regie, Premiere: IFF Rotterdam 2007
- 2007: Free Radicals, 90 min, zus. mit Bernhard Zachhuber, Premiere: Biennale di Venezia 2007
- 2008: Schein Sein, 8 min, Drehbuch/Regie, Premiere: Berlinale 2008
- 2014: Amour Fou (Produktion; Regie: Jessica Hausner)
- 2016: Egon Schiele: Tod und Mädchen (Produktion; Regie: Dieter Berner)
- 2016: Die Nacht der 1000 Stunden (Produktion; Regie: Virgil Widrich)
- 2017: MappaMundi, 45 min, Drehbuch/Regie, Premiere: Sundance Film Festival 2017
- 2018: Styx (Koproduktion, Premiere Berlinale 2018)
- 2018: Angelo
- 2020: Hochwald
- 2021: Hinterland
- 2022: Der Passfälscher
- 2023: Ingeborg Bachmann – Reise in die Wüste
- 2024: Jakobs Ross
- 2025: Happyland
- 2025: Das geheime Stockwerk

## Auszeichnungen
- Romyverleihung 2017 – Auszeichnung in der Kategorie Bester Produzent Kinofilm